# Ахмад Навір
Ахмад Навір (нід. Achmad Nawir; нар. 1911, Голландська Ост-Індія — пом. 1995) — індонезійський лікар та футболіст, півзахисник, капітан збірної Голландської От-Індії на чемпіонаті світу 1938 року.

## Життєпис
У 1938 році виступав за індонезійський клуб ГБС з міста Сурабая.
Наприкінці травня 1938 року Ахмад був викликаний у збірну Голландської Ост-Індії і відправився з командою в Нідерланди. Він був одним з сімнадцяти футболістів, яких головний тренер збірної Йоганнес Христоффел Ян ван Мастенбрук вибрав для підготовки до чемпіонату світу у Франції. У Нідерландах команда провелад два товариських матчі проти місцевих клубів («ГБС Ден Гааг» та ГФК Гарлем).
На початку червня збірна вирушила на мундіаль, який став для Голландської Ост-Індії та Індонезії першим в історії. Голландська Ост-Індія отримала це право автоматично, оскільки збірна Япнії відмовилася брати участь у кваліфікаційних раундах турніру. На ньому команда зіграла одну гру в рамках 1/8 фіналу, в якому вона поступилася майбутньому фіналісту турніру Угорщині (0:6). Навір взяв участь у цьому матчі й виводив на поле своїх партнерів по команді з капітанською по'язкою. Цікавим є той факт, що капітан угорської збірної Дьєрдь Шароші, як і Ахмад Навір, мав наукове звання доктора. Окрім цього, Ахмад став одним з небагатьох гравців цього турніру, які виходили на поле в окулярах. Після повернення до Нідерландів, збірна провела товариський матч зі збірною Нідерландів на Олімпійському стадіоні в Амстердамі. Зустріч завершилася перемогою нідерландців з рахунком 9:2. Це був останній міжнародний матч Нідерландської Ост-Індії, оскільки в 1945 році ця територія здобула незалежність та змінила свою назву на Індонезія.